# Karol Bachman
Karol Chaim Bachman, właśc. Chaim Bachman (ur. 14 lutego 1893 w Drohobyczu, zm. ?) – doktor medycyny, kapitan lekarz Wojska Polskiego.

## Życiorys

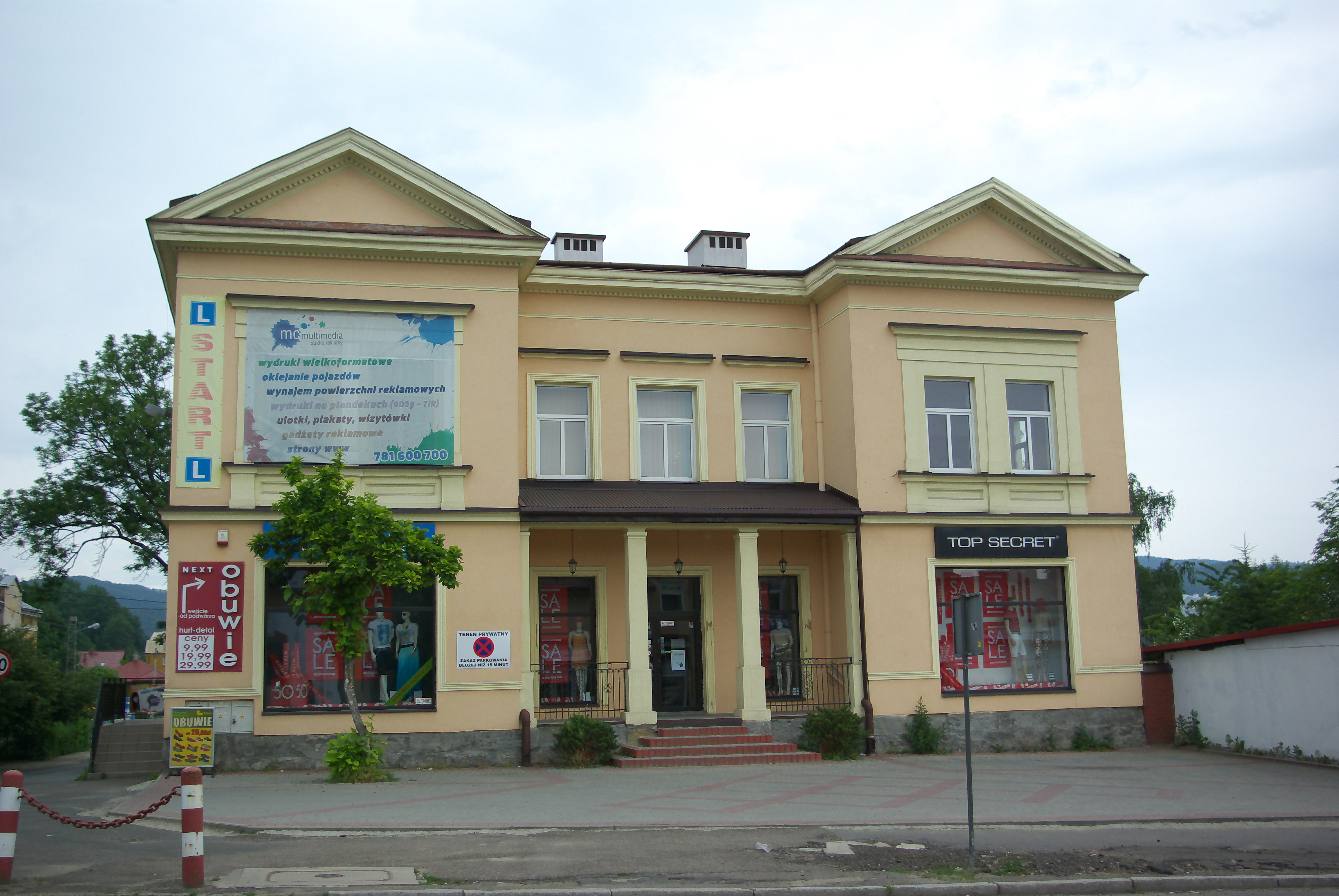
Kamienica przy obecnej ulicy Podgórze 2

Urodził się 14 lutego 1893 w Drohobyczu jako syn Samsona (wzgl. Stanisława). Pochodził z rodziny polskich Żydów. Jako Chaim Bachman kształcił się w C. K. Gimnazjum im. Franciszka Józefa w Drohobyczu, gdzie w 1912 ukończył VIII klasę i zdał egzamin dojrzałości. Ukończył studia medyczne ze stopniem naukowym doktora uzyskując dyplom w 1923.
Po odzyskaniu przez Polskę niepodległości został przyjęty do Wojska Polskiego. Został awansowany do stopnia porucznika w korpusie oficerów zawodowych sanitarnych w grupie podlekarzy. W 1923 jako oficer przydzielony do 54 pułku piechoty (garnizon Tarnopol) i nadetatowy 6 batalionu sanitarnego ze Lwowa, był odkomenderowany na studia medyczne na Wydziale Lekarskim Uniwersytetu Jana Kazimierza we Lwowie. Został awansowany do stopnia kapitana lekarza w korpusie oficerów zawodowych sanitarnych ze starszeństwem z dniem 15 sierpnia 1924 i zweryfikowany z lokatą 5 w 1928 i w 1932. Ukończył studia uzyskując tytuł naukowy doktora. W 1924 pozostawał oficerem zawodowym 6 batalionu sanitarnego. W 1928 był oficerem 51 pułku piechoty Strzelców Kresowych w garnizonie Brzeżany. Później został oficerem 2 pułku Strzelców Podhalańskich w Sanoku i pełnił funkcję lekarza pułku. Na liście starszeństwa kapitanów lekarzy z 15 sierpnia 1924 był zweryfikowany z lokatą 1. W 1934 jako kapitan lekarz korpusu oficerów sanitarnych w stanie spoczynku był w kadrze zapasowej oficerów administracji i sanitarnych 10 Szpitala Okręgowego i był wówczas przydzielony do Powiatowej Komendy Uzupełnień Sanok.
W okresie II Rzeczypospolitej w Sanoku pracował jako lekarz w szpitalu powiatowym. W 1933 został wybrany członkiem komisji rewizyjnej sanockiego oddziału Polskiego Czerwonego Krzyża. Uchwałą Rady Miejskiej w Sanoku z 23 września 1938 został uznany przynależnym do gminy Sanok. Do 1939 zamieszkiwał przy ulicy Andrzeja Potockiego 2 (obecna ulica Podgórze). Do 1939 był członkiem Lwowskiej Izby Lekarskiej. Do 1939 był lekarzem ogólnym w Sanoku. Był żonaty, miał córkę Różę (ur. 1920).  
Po wybuchu II wojny światowej brał udział w kampanii wrześniowej w szeregach macierzystego 2 pułku Strzelców Podhalańskich (we wrześniu 1939 jego żona przebywała w Brzeżanach). Po nastaniu okupacji niemieckiej był nadal zatrudniony w sanockim szpitalu. Historyk Edward Zając podał, że dr Bachman poniósł śmierć w niemieckim obozie zagłady. Według dokumentów w United States Holocaust Memorial Museum Karol Bachman (ur. 14 lutego 1895) przeżył wojnę i zamieszkał w Gliwicach.